# Obywatel G.C.
Obywatel G.C. – zespół muzyczny stworzony przez Grzegorza Ciechowskiego. Zespół powstał w 1986, tuż po rozpadzie zespołu Republika, gdy Ciechowski postanowił rozpocząć karierę solową. Zespół nie miał stałego składu. Grzegorz Ciechowski dobierał muzyków spośród najlepszych jazzmenów i rockmanów w Polsce – grali z nim m.in. Jan Borysewicz, Wojciech Karolak, Krzysztof Ścierański i José Torres. Łącznie wydali 5 płyt długogrających oraz kilka singli. Zespół zaczął odnosić sukcesy, a płyta winylowa Tak! Tak! osiągnęła nakład ponad 300 000 egzemplarzy i została nagrodzona złotą płytą. Ciechowski zakończył karierę jako „Obywatel G.C.” w 1992, gdy reaktywowała się Republika.

## Dyskografia

### Albumy studyjne
- 1986 – Obywatel G.C., Tonpress
- 1988 – Tak! Tak!, Polskie Nagrania
- 1989 – Stan strachu (płyta ze ścieżką dźwiękową do filmu Janusza Kijowskiego Stan strachu), Polskie Nagrania
- 1992 – Obywatel świata (płyta ze ścieżką dźwiękową do filmu Obywatel świata), Arston

### Albumy kompilacyjne
- 1993 – Selekcja, Sonic – złota płyta[2]
- 2007 – Gwiazdy polskiej muzyki lat 80., TMM Polska / Planeta Marketing

### EP
- 1989 – Citizen G.C. (EP), ZPR Records

### Box
- 2004 – Kolekcja (box), Pomaton EMI – antologia zawierająca albumy Obywatela G.C.

### Single
- 1986 – singel „Spoza linii świata” / „Mówca”, Tonpress
- 1986 – singel „Paryż – Moskwa 17:15” / „Odmiana przez osoby”, Tonpress

### Notowane utwory
| Rok  | Tytuł                     | Pozycja na liście |
| Rok  | Tytuł                     | LP3               |
| ---- | ------------------------- | ----------------- |
| 1986 | Błagam, nie odmawiaj      | 5                 |
| 1987 | Paryż-Moskwa 17.15        | 1                 |
| 1987 | Kaspar Hauser             | 9                 |
| 1987 | Spoza linii świata        | 25                |
| 1988 | Przyznaję się do winy     | 3                 |
| 1988 | Nie pytaj o Polskę        | 1                 |
| 1988 | Tak... tak... to ja!      | 1                 |
| 1988 | Podróż do ciepłych krajów | 9                 |
| 1989 | Ja Kain, ty Abel          | 8                 |
| 1991 | Piosenka dla Weroniki     | 3                 |
| 1992 | Zasypiasz sama            | 26                |
| 1992 | Umarła klasa              | 21                |